# Agârbiciu (okręg Kluż)
Agârbiciu – wieś w Rumunii, w okręgu Kluż, w gminie Căpușu Mare. W 2011 roku liczyła 492 mieszkańców.